# Daagh Dehlvi

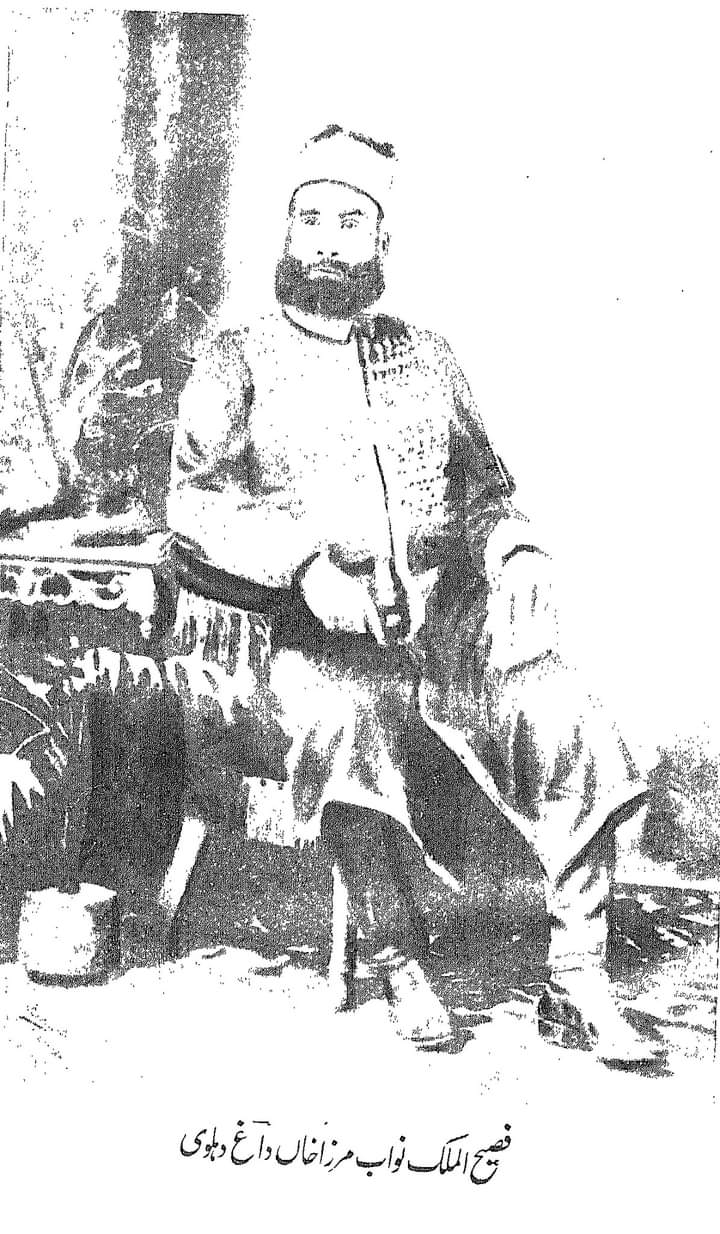
Daagh Dehlvi (1831-1905)

Nawab Mirza Khan (1831-1905), conocido como Daagh Dehlvi fue un poeta mogol famoso por sus gazales en lengua urdu. Pertenenció a la escuela de poesía de Delhi. Nawab escribió obras poéticas bajo su pseudónimo (takhallus) Daagh (pena, sentimiento) y Dehlvi (de Delhi).
Daagh había comenzado a recitar poesía a la edad de diez años. Su fuerte era el gazal. Su poesía no se revuelca en desesperación. El uso de palabras y frases comunes, y por lo tanto, la simplicidad, fue algo distintivo de su estilo. Su obra comprende 4 volúmenes que consisten en 16,000 pareados. 
Habiendo permanecido bajo el patronazgo de un gran poeta establecido como Zauq, Daagh tuvo numerosos discípulos como Allama Iqbal, Jigar Moradabadi, Seemab Akbarabadi y Ahsen Marehravi, aunque una anécdota relata que cuando se le pidió designar su sucesor como poeta urdu líder de su tiempo, contestó Bekhudain [los dos Bekhuds], refiriéndose a Bekhud Badayuni y Bekhud Dehlvi.
Sus gazales han sido cantados por vocalistas como Ghulam Ali, Malika Pukhraj, Mehdi Hassan y Abida Parveen.